# 塚田亮平
塚田 亮平（つかだ りょうへい）は、日本のフォトグラファー。東京都出身。

## 概要
雑誌、広告、写真集、CDジャケット等の写真撮影、ムービー撮影など。

## 主な作品

### CD
- WANIMA『JUICE UP‼︎』（2016年）
- Hi-STANDARD『Another Starting Line』（2016年）

### 広告
- AEON MALL『ももいろクローバーZ GWだZ! 』（2015年）
- AEON MALL『ももいろクローバーZ 夏休みだZ! 』（2015年）
- 米久『ももいろクローバーZ × 御殿場高原あらびきポーク』（2016年）
- TOWER RECORDS『WANIMA × No Music, No Life.ポスター』（2016年）

### 写真集・書籍
- 沢尻エリカ『ERIKA 2007』写真集（2007年）
- ガイドブック『ハワイ島 聖なる島の時間』（2010年）
- ももいろクローバーZ『恋する制服』マガジンハウス（2011年）
- ももいろクローバーZ オフィシャルパンフレット